# 外山滋
外山 滋（とやま しげる、1935年（昭和10年）8月22日 - 2014年（平成26年）3月22日）は、日本のヴァイオリニスト。徳島文理大学名誉教授。東京都出身。

## 経歴
東京都出身。北区立田端中学校を卒業後、高校へは進学せずにヴァイオリニストを目指し、後にアレクサンドル・モギレフスキーに師事。1954年（昭和29年）に世界最年少のコンサートマスターとしてNHK交響楽団に在籍。1960年年昭和35年）にABC交響楽団の7カ国公演において独奏者として参加。
1980年（昭和55年）と1984年（昭和59年）にパガニーニ国際コンクール審査員としてイタリア・ジェノバに招かれる。2005年（平成17年）にはアートユニオンより初めてのソロCDアルバムをリリース。
またこれまでに東京藝術大学音楽学部講師、桐朋学園大学講師、日本指揮者協会会員、徳島文理大学音楽学部長を歴任。
2014年（平成26年）3月22日、直腸癌のため死去。78歳没。

## 出演番組
- バイオリンのおけいこ（NHK教育）

## ディスコグラフィー
| 1st | モーツァルト・ヴァイオリンソナタ 他三つの小品 | 2005.2.25 | 01. ヴァイオリン・ソナタ ト長調K.301 02. ヴァイオリン・ソナタ ヘ長調K.377 03. ヴァイオリン・ソナタ変ロ長調K.454 04. そよ風(フーバイ) 05. 6つの連作小品op.85-3「カヴァティーナ」(ラフ) 06. ヴァイオリン・ソナタ第2番ニ長調op.94bis第4楽章(プロコフィエフ) | アートユニオン |